# Liste der Kulturdenkmäler in Laumersheim
In der Liste der Kulturdenkmäler in Laumersheim sind alle Kulturdenkmäler der rheinland-pfälzischen Ortsgemeinde Laumersheim aufgeführt. Grundlage ist die Denkmalliste des Landes Rheinland-Pfalz (Stand: 19. Dezember 2024).

## Denkmalzonen
| Bezeichnung          | Lage | Baujahr                 | Beschreibung | Bild |
| -------------------- | --- | ----------------------- | --- | ---- |
| Denkmalzone Ortskern | Burgstraße 1–5, Hauptstraße 17a–37 (ungerade Nummern) und 22–40 (gerade Nummern), Mühlstraße 1–11 (ungerade Nummern), 2–12 und 30–44 (gerade Nummern) Lage | 17. bis 20. Jahrhundert | historischer Ortskern um die katholische Kirche, einschließlich ehemaligem Schloss, Schulhäusern, Rathaus, Wohn- und Wirtschaftsbauten des 17. bis 20. Jahrhunderts | BW   |

## Einzeldenkmäler
| Bezeichnung                              | Lage                                      | Baujahr                              | Beschreibung | Bild                           |
| ---------------------------------------- | ----------------------------------------- | ------------------------------------ | --- | ------------------------------ |
| Hoftor                                   | Burgstraße, an Nr. 4 Lage                 | um 1600                              | Hoftor, Renaissance, um 1600 | BW                             |
| Torpfeiler                               | Burgstraße, an Nr. 9 Lage                 | 1587                                 | Hoftorpfeiler, Sandstein, bezeichnet 1587 | BW                             |
| Kriegerdenkmäler und Grabmal             | Friedhofstraße, auf dem Friedhof Lage     | erste Hälfte des 20. Jahrhunderts    | wohl in der ersten Hälfte des 19. Jahrhunderts angelegter, 1884 erweiterter umfriedeter Gemeindefriedhof mit schmiedeeisernen Toren; Kriegerdenkmal 1914/18, sterbender Soldat, 1929; Kriegerdenkmal 1939/45, Adler; Familiengrabmal Meder und Hase, klassizierende Trauernde, um 1910/20                                     | BW                             |
| Protestantische Pfarrkirche              | Hauptstraße 4 Lage                        | 1951–53                              | Saalbau im barockisierenden Heimatstil, 1951–53, Architekt Hans Buch, Frankenthal; mit Ausstattung | weitere Bilder Fotos hochladen |
| Wegekreuz                                | Hauptstraße, an Nr. 12 Lage               | 1730                                 | Wegekreuz, Sockel bezeichnet 1730 (Chronogramm), Kreuzstamm und Korpus 19. Jahrhundert | Fotos hochladen                |
| Hofanlage                                | Hauptstraße 19 Lage                       | 18. Jahrhundert                      | Hakenhof, 18. Jahrhundert; spätbarocker Putzbau, teilweise Fachwerk | BW                             |
| Gasthaus „Zur Krone“                     | Hauptstraße 24 Lage                       | zweite Hälfte des 18. Jahrhunderts   | ehemals „Zum Löwen“; spätbarocke Hofanlage; Krüppelwalmdachbau, zweite Hälfte des 18. Jahrhunderts, im Giebel Renaissancefenster (Spolie); Torfahrt, Löwenskulptur 18. Jahrhundert; in umgebautem Wirtschaftsbau Tür bezeichnet 1746                                                                                          | BW                             |
| Katholisches Schulhaus                   | Hauptstraße 25 Lage                       | zweite Hälfte des 18. Jahrhunderts   | ehemaliges katholisches Schulhaus; eingeschossiger Krüppelwalmdachbau, zweite Hälfte des 18. Jahrhunderts | BW                             |
| Wohnhaus                                 | Hauptstraße 26 Lage                       | zweites Drittel des 18. Jahrhunderts | Eckwohnhaus, teilweise spätbarockes Fachwerk, zweites Drittel des 18. Jahrhunderts | BW                             |
| Katholische Pfarrkirche St. Bartholomäus | Hauptstraße 30 Lage                       | 14. Jahrhundert                      | spätgotischer ehemaliger Chorturm, 14. Jahrhundert, Aufstockung 1746; spätbarocker Saalbau, bezeichnet 1721; neben dem Portal Sandsteinkruzifix, erste Hälfte des 18. Jahrhunderts | weitere Bilder Fotos hochladen |
| Rathaus                                  | Hauptstraße 32 Lage                       | 1843                                 | spätklassizistischer Walmdachbau, 1843, Aufstockung 1862 | Fotos hochladen                |
| Schloss Laumersheim                      | Hauptstraße 35 Lage                       | 18. Jahrhundert                      | Reste des ehemaligen Schlosses; barocker Mansardwalmdachbau, 18. Jahrhundert, repräsentative Torfahrt, bezeichnet 1724; Reste der Vorgängerbauten: Bauinschrift, Wappen, Reliefbüsten, Putti bezeichnet 1550, Wappenrelief bezeichnet 1492                                                                                    | weitere Bilder Fotos hochladen |
| Gasthaus „Zum weißen Lamm“               | Hauptstraße 38 Lage                       | 16. oder 17. Jahrhundert             | im Kern ältere, im 19. Jahrhundert erweiterte Hofanlage; spätbarocker Putzbau, im Kern aus dem 16. oder 17. Jahrhundert, im 18. Jahrhundert überformt, spätklassizistischer Anbau mit Tanzsaal | BW                             |
| Hofanlage                                | Hauptstraße 40 Lage                       | 18. Jahrhundert                      | Hakenhof, 18. Jahrhundert; Krüppelwalmdachbau, teilweise Fachwerk, bezeichnet 1723 (Umbau), im Kern älter; straßenbildprägend | BW                             |
| Torpfeiler                               | Hauptstraße, neben Nr. 48 Lage            | 1590                                 | Torpfeiler, Sandstein, bezeichnet 1590 | BW                             |
| Spolie                                   | Hauptstraße, an Nr. 51 Lage               | 1571                                 | Spolie, bezeichnet 1571 | BW                             |
| Spolie                                   | Hauptstraße, an Nr. 55 Lage               | 1733                                 | barocker Volutenstein, bezeichnet 1733 | BW                             |
| Wegekreuz                                | Hauptstraße, bei Nr. 59 Lage              | 19. Jahrhundert                      | Wegekreuz, 19. Jahrhundert | BW                             |
| Torfahrt                                 | Mühlstraße, an Nr. 1 Lage                 | 1718                                 | Torfahrt, spätbarock, bezeichnet 1718 | BW                             |
| Wohnhaus                                 | Mühlstraße 6 Lage                         | 18. Jahrhundert                      | eingeschossiger spätbarocker Krüppelwalmdachbau, 18. Jahrhundert | BW                             |
| Hofanlage                                | Mühlstraße 10 Lage                        | 18. Jahrhundert                      | Hakenhof; eingeschossiger Putzbau mit Fachwerkgiebel, 18. Jahrhundert, Hoftorpfeilerrest 16. oder 17. Jahrhundert | BW                             |
| Hofanlage                                | Mühlstraße 44 Lage                        | 1773                                 | stattliche Hofanlage; spätbarocker Krüppelwalmdachbau, bezeichnet 1773, Renaissance-Hoftor bezeichnet 1613, unter Wirtschaftsbauten Gewölbekeller bezeichnet [xx]91 | BW                             |
| Friedhofskreuz und Grabmäler             | Obersülzer Straße, auf dem Friedhof Lage  | ab 1882                              | 1882 angelegter umfriedeter Katholischer Friedhof mit Neurenaissancetor; neugotisches Friedhofskreuz, bezeichnet 1882; Pfarrergräber; Grabmäler: A. Forcht († 1925), K. geb. Kuhn († 1930), Galvanoplastik; M. († 1888) und B. Starminger († 1893), neugotisch; gusseisernes Neurenaissance-Grabkreuz, spätes 19. Jahrhundert | BW                             |
| Portal                                   | Schlossstraße, an Nr. 2 Lage              | 17. oder 18. Jahrhundert             | barockes Portal | BW                             |
| Wegekreuz                                | Schulstraße, bei Nr. 2 Lage               | frühes 19. Jahrhundert               | Wegekreuz, frühes 19. Jahrhundert | BW                             |
| Heiligkreuz-Kapelle                      | südlich des Ortes auf dem Palmberg Lage   | 1722                                 | Wallfahrtskapelle, achteckiger Zeltdachbau, 1722 | weitere Bilder Fotos hochladen |
| Türsturz                                 | südlich des Ortes an der Weidenmühle Lage | 18. Jahrhundert                      | reliefierter Türsturz an einem Nebengebäude, 18. Jahrhundert | BW                             |